# Krzyki-Partynice
Krzyki-Partynice – osiedle administracyjne Wrocławia utworzone na terenie byłej dzielnicy Krzyki.
Osiedle Krzyki-Partynice powstało na mocy uchwały Rady Miejskiej Wrocławia XX/110/91 wprowadzającej nowy system podziału administracyjnego Wrocławia, gdzie osiedla zastąpiły funkcjonujące do tej pory dzielnice. Osiedle obejmuje obszar dwóch dawnych wsi: Krzyków i Partynic przyłączonych do miasta w 1 kwietnia 1928 roku.
Granice osiedla Krzyki-Partynice z osiedlami sąsiednimi stanowią: rzeka Ślęza, oddzielająca je od sąsiedniego osiedla Klecina, ulica Racławicka wyznaczająca granicę z osiedlem Grabiszyn-Grabiszynek, nasyp Towarowej Obwodnicy Wrocławia, po północnej stronie którego znajduje się osiedle Borek oraz ulice Agrestowa i Obrońców Poczty Gdańskiej wyznaczające granicę z osiedlem Ołtaszyn. Południowa granica osiedla jest jednocześnie administracyjną granicą miasta.